# Rhipidolestes owadai
Rhipidolestes owadai – gatunek ważki z rodziny Rhipidolestidae.